# Bracon biareolatus
Bracon biareolatus är en stekelart som beskrevs av Granger 1949. Bracon biareolatus ingår i släktet Bracon och familjen bracksteklar. Inga underarter finns listade.